# Lieblingsfeinde – Eine Seifenoper
Lieblingsfeinde – Eine Seifenoper (Originaltitel: Soapdish) von 1991 ist eine US-amerikanische Filmkomödie, die tägliche Seifenopern parodiert.

## Handlung
Hauptfigur ist die Schauspielerin Celeste Talbert, Star in der Daily Soap The Sun Also Sets (der Titel bezieht sich möglicherweise auf den Roman The Sun Also Rises (dt. Fiesta) von Ernest Hemingway), in der sie die Rolle der „Maggie“ spielt.
Zu Beginn des Films gewinnt Celeste zum achten Mal den Preis für die beste Hauptdarstellerin in einer Fernsehserie. Ihre schärfste Konkurrentin ist Montana Moorehead, in der Serie die „Krankenschwester Nan“, die Intrigen gegen Celeste spinnt und sie gern loswerden würde. Celestes beste Freundin ist die nüchterne und gelassene Drehbuchautorin Rose Schwartz,
bei der sie sich immer wieder ausweint. Wenn kein Trost hilft, geht Rose mit Celeste in die Stadt und macht Passanten auf sie aufmerksam – dabei kommt es jedes Mal zu Massenaufläufen und Sympathiebekundungen, nach denen es Celeste besser geht.
Celestes Privatleben verläuft chaotisch, sie hat wechselnde Affären und denkt selbst nach 20 Jahren noch an ihre Jugendliebe, den Schauspieler Jeffrey Anderson, der einst als „Rod Randall“ in The Sun Also Sets mitgespielt hat. Auf Celestes Drängen wurde seine Rolle aus der Serie herausgeschrieben – er wurde laut Drehbuch bei einem Autounfall enthauptet.
Montana Moorehead bedrängt den Produzenten David Barnes, Celeste aus der Serie zu werfen – im Fall des Gelingens stellt sie ihm ins Aussicht, mit ihm ins Bett zu gehen. Sie will Celestes verhassten Ex-Freund Jeffrey in die Serie zurückholen, um Celeste hinauszuekeln, und beauftragt David, Jeffrey zu finden. Nach langer Suche findet David Jeffrey in einem Dinner Theatre, wo er vor geistig verwirrten alten Leuten die Rolle des „Willy Loman“ aus dem Tod eines Handlungsreisenden spielt. David bietet Jeffrey an, in die Serie zurückzukehren. Jeffreys Reaktion ist vielversprechend: „Ich werde ihr (Celestes) Leben ruinieren, wie sie meins ruiniert hat!“
„Rod Randalls“ Auferstehung von den Toten wird damit erklärt, dass sein Kopf in einer grandiosen Operation wieder angenäht wurde. In der Zwischenzeit war er in Europa und hat lange Zeit in Wien gelebt. Celeste fällt in Ohnmacht, als Jeffrey am Set auftaucht, und es gibt fast täglich Streit. Dennoch bleibt Celeste in der Serie, da sie der Meinung ist, ohne The Sun Also Sets nicht leben zu können.
Davids nächste Idee ist, „Maggie“ eine entstellende Krankheit zu verpassen, doch Montana erinnert ihn an eine andere Serie, in der einer Schauspielerin eine Blasenschwäche zudiktiert wurde: „Die konnten sich vor Sympathieschreiben kaum retten – sie ist zur prominentesten Fürsprecherin der Bettnässer geworden, heute hat sie ihre eigene Sendung und sammelt für die Wohlfahrt!“ Montana schlägt vor, aus „Maggie“ eine Mörderin zu machen – sie soll eine Obdachlose erstechen.
Rose gerät außer sich und weigert sich, eine solche Szene für ihre beste Freundin zu schreiben. David jedoch spielt vor Celeste den Verzweifelten, der von seinem Chef unter Druck gesetzt wird, und bringt sie so zum Nachgeben. Außerdem soll sie die Obdachlose in Notwehr töten, da diese sie mit einem Messer angegriffen hat.
Die Obdachlose, die noch dazu stumm ist, wird von Lori Craven gespielt. Als sie Celeste attackiert, stellt sich heraus, dass sie Celestes Nichte ist. Die Mordszene bleibt ungedreht, stattdessen erhält Lori ebenfalls eine Rolle in der Serie – sie ist fortan die stumme „Angelique“, und Montana erkennt in ihr eine neue Konkurrentin.
Celeste beobachtet, dass sich ihre Nichte Lori mit Jeffrey Anderson trifft, und ist außer sich. Rose versteht ihre Aufregung nicht und hält sie für eifersüchtig.
Auch in der Serie kommen sich „Dr. Rod Randall“ und „Angelique“ näher – als sie sich umarmen und küssen wollen, geht Celeste handgreiflich dazwischen und stürzt sich auf Jeffrey. Es stellt sich heraus, dass Lori nicht ihre Nichte ist, sondern ihre Tochter – und Jeffrey Loris Vater. Die Szene wird in den Abendnachrichten erwähnt, und die bis dahin sinkenden Einschaltquoten der Serie erreichen ein nie dagewesenes Niveau. Montana greift David mit einem Baseballschläger an, als er ihr eröffnet, dass die stumme „Angelique“ ihre Stimme zurückbekommen soll – ein Zeichen dafür, dass sie der neue Star der Serie ist.
Lori ist empört über die jahrelangen Lügen ihrer vermeintlichen Tante und will nichts mehr mit Celeste zu tun haben, ebenso Jeffrey. Er und Lori versuchen, eine Vater-Tochter-Beziehung aufzubauen, die jedoch abrupt endet, als Montana plötzlich behauptet, von Jeffrey schwanger zu sein.
Lori glaubt ihr und wendet sich auch von ihrem Vater ab. Letztendlich stellt sie den Produktionschef vor die Wahl: Entweder ihre Eltern verlassen die Serie – oder sie.
In der letzten Szene von The Sun Also Sets kennen selbst die Schauspieler den Ausgang der Folge noch nicht – sie lesen ihren Text vom Teleprompter ab. Der Teleprompter verursacht Jeffrey erhebliche Schwierigkeiten, da er extrem kurzsichtig ist und seine hässliche Brille nicht tragen will. Der Chef bemerkt: „Hat der Kerl noch nie was von Kontaktlinsen gehört?“
„Dr. Randall“ eröffnet „Angelique“, dass sie an einem unheilbaren Gehirntumor leidet und bald sterben wird – also ist Lori es, die die Serie verlassen muss. Vor ihrem Tod wird „Angelique“ noch unter geistiger Verwirrung leiden – Zitat: „Oder wie wir in Österreich dazu sagen – kopfgeschlagen!“ Der Telepromptertext wird eingeblendet und enthält tatsächlich den Satz: „Or what we call in Austria – kopfgeschlagen!“
Celeste will nicht zulassen, dass Lori die Serie verlassen muss. Sie ignoriert den vorgegebenen Text und schlägt „Dr. Randall“ eine Gehirntransplantation vor, für die sie ihr eigenes Gehirn zur Verfügung stellt. In diesem Augenblick beschließt Lori, ihrer Mutter zu verzeihen – unter der Bedingung, dass es nie wieder Lügen zwischen ihnen geben wird.
Alle Anwesenden schluchzen vor Rührung, doch vor der endgültigen Versöhnung hat Montana noch einen Auftritt und wiederholt ihre Behauptung, sie sei schwanger von Jeffrey. Rose Schwartz erscheint auf der Bildfläche – sie hat inzwischen herausgefunden, dass Montana ein Mann war – „Milton Moorehead“ –, der sich zur Frau hat umoperieren lassen. Somit kann Montana unmöglich schwanger sein. Montana verlässt schreiend das Studio.
Der Film endet mit einer erneuten Preisverleihung – Celeste und Jeffrey, wieder ein Paar, haben bereits ihre Pokale erhalten, und der Preis für die beste Nebendarstellerin in einer Fernsehserie geht an ihre Tochter Lori. Celeste und Jeffrey sind stolz auf sie. Außerdem wird das Dinner Theatre gezeigt – der neue „Willy Loman“ wird gespielt von Milton Moorehead.

## Kritiken
Das Lexikon des internationalen Films schrieb, die Komödie sei „überdreht“ und „pointenreich“.

## Auszeichnungen
Kevin Kline wurde im Jahr 1992 für den Golden Globe Award nominiert.
Die Deutsche Film- und Medienbewertung FBW in Wiesbaden verlieh dem Film das Prädikat wertvoll.